# My Silent Wake
My Silent Wake ist eine 2005 gegründete progressive Gothic-Metal- und Death-Doom-Band. Dabei blieb die um Ian Arkley formierte Gruppe musikalisch flexibel und veröffentlichte Studioalben des Ambient und Folk-Rock.
Zugleich blieb die Gruppe einem konsequenten personellen Wandel unterworfen. Als Fortführung der Death-Doom-Band Ashen Mortality begonnen variierte die Bandkonstellation zunehmend und lediglich Arkley blieb konstantes Mitglied. Viele Musiker blieben der Gruppe derweil als Gäste erhalten. Bandbegründer Arkley formte mitunter gleichzeitig eine Akustikgruppe und eine Metalband als Versionen von My Silent Wake.
Aufgrund der vergangenen Aktivitäten des Bandkopfes mit der Band Seventh Angel, den Verstrebungen der Band in die christliche Metal-Szene, unter anderem in Form von Musiklabeln und Musikfestivals, wird die Band gelegentlich dem White Metal zugeordnet. Arkley wies diese Zuordnung allerdings von Beginn der Laufbahn von My Silent Wake explizit zurück. Er erläuterte seine Weltanschauung geändert zu haben, sich selbst als Agnostiker zu verstehen und keine christliche Lehre mit My Silent Wake zu repräsentieren.

## Geschichte
Die Geschichte von My Silent Wake ist von vielen personellen Wechseln und zahlreichen Veröffentlichungen mit unterschiedlicher Resonanz geprägt. Trotz der Betonung nicht als religiöse Musikgruppe aufzutreten kooperierte die um Ian Arkley bestehende Band häufig mit Veranstaltern, Musikgruppen und Unternehmen der christlichen Metal-Szene.

### Frühe Jahre
In den ersten Jahren veröffentlichte My Silent Wake in kurzer Abfolge mehrere Studioalben und erschloss sich zügig ein Publikum. Bis zum ersten Auftritt hatte die Gruppe sich bereits im Metal als Vertreter des Gothic Metal etabliert.

#### Gründung bis Shadow of Sorrow
Ian Arkley von Seventh Angel, Paramaecium, und Ashen Mortality initiierte My Silent Wake im Mai 2005. Nach der Trennung des die Band Ashen Mortality führenden Ehepaars wurde diese Gruppe über einen längeren Zeitraum nicht in der gegebenen Form fortgeführt, jedoch auch nicht aufgelöst. Nach einem Aufenthalt in den USA, um mit James Allin an dem Projekt Century Sleeper zu arbeiten, sprach Arkley ein Ende von Ashen Mortality mit Melanie Bolton ab. Etwa einen Monat nach diesem Ende spielte Arkley mit den ehemaligen Ashen-Mortality-Mitgliedern Jasen Whyte und Andi Lee die Demo-EP My Silent Wake ein. Im Juni des Jahres fand die Aufnahme der EP im Studio Kewsound in North Somerset statt. Die EP enthielt zwei Stücke mit über 16 Minuten Musik. Musikalisch und Personell sah Arkley My Silent Wake als unmittelbaren Anschluss an Ashen Mortality. Neben den Mitgliedern übernahm er auch ganze Musikstücke der aufgelösten Band ins Repertoire der neu gegründeten Gruppe. Arkley spielte auf der ersten Demo-EP Gitarre, Piano, Synthesizer, Didgeridoo und Sang. Lee spielte den Bass. Whyte spielte Schlagzeug und sang. Alan Southorn stieß kurz vor dem Abschluss der Aufnahmen als Bassist hinzu.
Die EP enthielt zwei Stücke mit über 16 Minuten Musik. Das Stück Encircle wurde vom Magazin Zero Tolerance auf die Heftbeilage-CD der November/Dezember-Ausgabe aufgenommen. Und Web- sowie Printzines wie Terrorizer, Hellride und Zero Tolerance reagierten wohlwollend auf die Veröffentlichung. Es sei „ein gutes Debüt, das Liebhabern von Melodic Death Doom gefallen wird“ schrieb Odile Aurora Strik als Oscar Strik für Doom-Metal.com über My Silent Wake. Nach den Aufnahmen ergänzte die Multiinstrumentalistin und Sängerin Kate Hamilton die Band.
Noch im November des gleichen Jahres spielte die Gruppe ihr Debütalbum ein. Die Aufnahme von Shadow of Sorrow fand dabei erneut im Studio Kewsound statt und nahm viereinhalb Tage in Anspruch. Rex Zachary, der unter anderem Deliverance von  Opeth gestaltet hatte, entwarf das Cover. Das für den Vertrieb christlicher Metalbands bekannte Label Bombworks Records veröffentlichte Shadow of Sorrow am 7. Juli 2006. Laurent Lignon besprach Shadow of Sorrow für Doom-Metal.com als Album, das sich aus der Fülle stereotyper Veröffentlichungen im Gothic Metal deutlich hervorhebe. Es sei „einfach ein Beispiel dafür, wie guter Doom/Death mit Gothic-Einflüssen immer gemacht werden und klingen sollte.“ Arkley habe in bereits an „vielen großartigen Projekten mitgewirkt“, doch My Silent Wake erweise sich mit diesem Debüt „mit Sicherheit [als] eines der besten“ hieß es in einer für No Life till Metal verfassten Besprechung.

#### The Anatomy of Melancholy

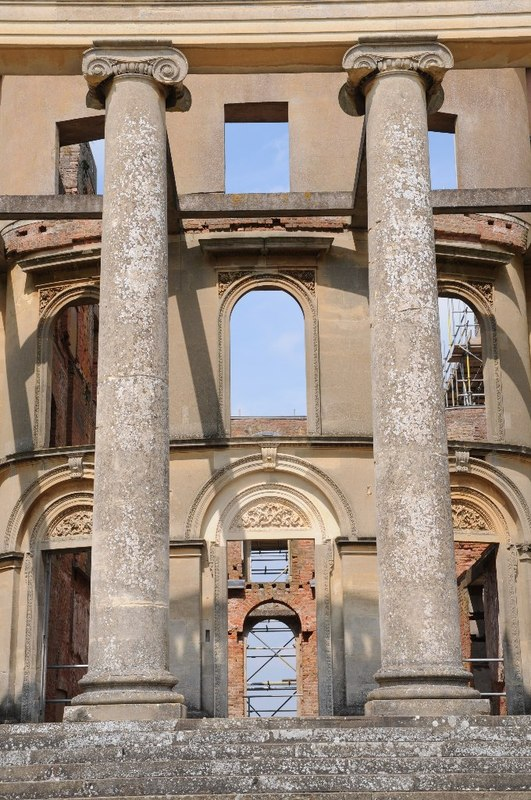
Säulengang an der südlichen Fassade von Witley Court

Nachdem die Band die Aufnahmen von Shadow of Sorrow abgeschlossen hatte, machte eine Handgelenksverletzung es Schlagzeuger Whyte unmöglich live zu spielen. Die Band verzichtete daher auf Konzerte und nutzte die Zeit um unmittelbar einen Nachfolger zum Debüt zu schreiben und aufzunehmen. Zu Beginn des Jahres 2006 begann My Silent Wake daher bereits mit der Arbeit an einem Doppelalbum, das zwei unterschiedliche Seiten der Band verdeutlichen sollte, die in der nachkommenden Laufbahn wiederholt zum Tragen kam. Einerseits der schwere Death Doom, andererseits ein auf einer akustischen Instrumentierung aufbauende leichtere Variante. Whyte spielte seinen Teil über Wochen einhändig ein und übermittelte die Schlagzeugspuren in das Studio, wo die weiteren Musiker auf Whytes Aufnahmen aufbauten. Der Albumtitel The Anatomy of Melancholy ist der Originaltitel des Buches Anatomie der Melancholie von Robert Burton. Arkley bezeichnete das Buch als „faszinierend“ und den Titel als „perfekt“ für My Silent Wake. Als Cover wählte die Band ein Foto eines von Säulen gesäumten torlosen Eingang der Fassade von Witley Court. Arkley hatte das Foto selbst geschossen und Lee bearbeitete es digital nach.
Am 23. April 2007 erschien The Anatomy of Melancholy, wie das Debüt über Bombworks Records. Stefan Lang lobte das Album für Powermetal.de als „eine herausragende Veröffentlichung“. Die Band habe „mit ihrer zweiten Veröffentlichung bewiesen, dass sie eine sehr gute und eigenständige Formation sind, die sich sogar noch weiterentwickelt hat.“ Weiter lobte er Arkley als „herausragenden Künstler“. Für Alternative Zine schrieb Alon Miasnikov, dass The Anatomy of Melancholy zum „besten Doom Metal, den die Menschheit kennt“ gerechnet werden könne.
Stücke des Doppelalbums wurden am 20. April 2007 dem Publikum des christlich geprägten Festivals Elements of Rock in Uster noch vor der offiziellen Veröffentlichung vorgestellt. Da Whyte weiterhin unter der Sehnenentzündung litt, spielte der Produzent der beiden bisherigen Studioalben Steve Allan am Schlagzeug. Whyte trat indes als zweiter Sänger in Erscheinung. Bei diesem Bühnendebüt gab die Band als vorletzte Gruppe des ersten Tages eine Vorstellung die laut des Festivalberichtes von Nando Rohner eine „mitreißende“, intensive und spannungsgeladene Atmosphäre erzeugte.

#### A Garland of Tears
Whyte und Allan blieben Teil von My Silent Wake. Whytes trat fortan als zweiter Sänger und Schlagzeuger auf während Allan ebenfalls als Schlagzeuger agierte. Nach ihrem Livedebüt trat My Silent Wake so auch vermehrt auf Im Oktober 2008 spielte My Silent Wake gemeinsam mit The Drowning eine kurze Tournee mit Auftritten in Coventry, London und Cardiff. Hinzukommend spielte My Silent Wake im November auf dem Nordic Festival in Oslo. Im gleichen Jahr drehte die Band zwei Videos mit dem Regisseur Andrew Spencer die für eine zukünftige DVD eingeplant wurden. Neben den Videos wurde der Auftritt auf dem Nordic Festival Teil der im Selbstverlag veröffentlichten DVD.
Die Band schrieb aus den Gegebenheiten ein Album für „verschiedene Vokalparts“, Whyte übernahm höheres Growling, Arkley „die tieferen Lagen“, Lee sprach eine Passage, auch Hamilton sang als The-Beauty-and-the-Beast-Gegenpart zum Growling. Whyte spielte auf zwei Stücken Schlagzeug, Allan auf den weiteren. So wurde A Garland of Tears Anfang März 2008 binnen weniger Tagen aufgenommen. Das Albumcover wurde von Matt Vickerstaff, der insbesondere für My Dying Bride aktiv war, entworfen. Die Texte des Albums wurden von drei unterschiedlichen Bandmitgliedern verfasst. Veröffentlicht wurde A Garland of Tears am 11. November 2008 über Bombworks Records als CD und Thrashing Rage Productions als LP.
Das Album wurde international für Webzines und Printmagazine breit positiv besprochen, darunter Kerrang, Metal.de, Powermetal.de, Vampster und Doom-Metal.com. Selbst die wenig euphorischen Besprechungen lobten A Garland of Tears als gelungene Genreveröffentlichung.

„Unterm Strich ein sehr episches, vielschichtiges Werk, das kein Deathdoomster verpassen sollte. Es ist auf dem Sprung nach ganz oben. Das klappt noch nicht, weil die Kompositionen nicht mit dieser begnadeten Dramaturgie gesegnet sind, die [My-Dying-Bride]-Epen so oft auszeichnet.“

Perfekt sei A Garland of Tears „im Vergleich zu Meisterwerken wie The Maniacal Vale der Landsleute von ESOTERIC“ nicht, dennoch sei die Richtung stimmig und gut, solange My Silent Wake die eigene „Kernkompetenz“, den Death Doom und Gothic Metal der 1990er treu bleibe urteilte Agony & Ecstasy für Vampster. Dem Gegenüber sah Laurent Lignon A Garland of Tears in seiner Besprechung für Doom-Metal.com als „eines der interessantesten Stücke Death Doom der letzten Jahre.“ Als „gehobene Doom-Unterhaltung“ lobte Nils Herzog das Album für Musikreviews.de. als „atmosphärischer Brocken“ sah indes Gerhard Berlin in seiner für Metal Inside geschriebenen Besprechung. Für Markus Endres von Metal.de erwies sich A Garland of Tears als „Ohrenschmaus“ „von hoher musikalischer Qualität […] mit viel Tiefgang“. PMH nannte es für Stormbringer.at „very british, very düster und very sexy“. Markus Sievers setzte das Album für Powermetal.de in Relation zum Werk von „Albert Camus, Novalis, Franz Kafka und Buddha“. Es transzendiere diese Gedankenwelt „in musikalische[…] Gestalt[…] eine[r] fast schon symphonische[n] Dichtung: malerisch und vereinnahmend.“ Und auch „gesangstechnisch“ böte My Silent Wake auf diesem Album „alles was sich das Doomherz wünscht“ schrieb ‚butterflyblack27‘ für Bloodchamber.

#### IV Et Lux Perpetua
Aus der Tournee im Herbst 2008 wuchs Arbeit an einem Split-Album mit The Drowning. Im November 2009 spielte die Gruppe ihren Teil der Split-Veröffentlichung Black Lights & Silent Roads in gewohnter Konstellation ein. Die Aufnahmen fanden im Studio Kewsound und Arkleys Haus statt. Das Cover wurde erneut von Matthew Vickerstaff entworfen. Mit Martin Bowes and Sin’Drella von Attrition traten erstmals Gastmusiker im Werk von My Silent Wake auf.
Beide Bands brachten neue Originale sowie ein Coverstück der jeweils anderen Gruppe ein. My Silent Wake coverte Devoid of Light von The Drowning. Mit Martin Bowes und Sin’Drella coverte My Silent Wake das Stück I Am (Eternity) von Attrition. Nach den Aufnahmen und vor der Veröffentlichung verließ Allan My Silent Wake, nachdem er aus der Region, in der die weiteren Musiker lebten, fortgezogen war. Im Februar 2010 trat My Silent Wake gemeinsam mit Dissolving of Prodigy, Pantheist und Gallileous in London auf, bevor im April 2010 das Album über Bombworks Records erschien.
Für Bertrand Marchal erwies sich Black Lights & Silent Roads „zweifelsohne [als] die Split des Jahres seit Anbeginn der Zeit für alle Death Doom Liebhaber. Sogar die Split des Jahres für jeden, der auf irgendeine Form von Doom steht“. Auch weitere Rezensenten sahen das Album als die herausstechende und „interessanteste“ Split-Veröffentlichung des Jahres. derweil das Stück Rebirth von My Silent Wake „das mit Abstand ehrgeizigste und progressivste Stück der Band“ und „bereits allein den Preis der Scheibe wert“ sei.
Nachdem Allan den anderen Mitgliedern offenbart hatte, dass er die Region und die Band verließ sowie sein Aufnahmestudio verkaufen wollte, waren die Musiker darum bemüht ein letztes Album in seinem Studio und ihm als Produzenten aufzunehmen, wobei alle Stücke einfach und rifflastig sein sollten und schnell geschrieben wurden. Als Schlagzeuger war Allan nicht mehr Teil der Band, an seiner statt spielte Andrew „Tank“ Thompson, mit dem Arkley bei Seventh Angel spielte, nun Schlagzeug. Insgesamt investierte die Band drei Monate um Ideen zu entwickeln, die Stücke zu schreiben, zu lernen, aufzunehmen und abzumischen. IV Et Lux Perpetua erschien am 31. Oktober 2010 über das niederländische Label Dark Balance.
Mitunter zeigten sich einige der Rezensenten unentschlossen gegenüber dem Album. Es sei „ein originelles und gut gemachtes Werk, das sicher nicht das Album des Jahres [würde], aber das man durchaus kaufen und mit Vergnügen hören“ könne hieß es für Heavy-Metal.it. Nichts schlecht, aber auch „nichts, was so gut wäre, dass es Grund für übermäßiges Lob gäbe“ schrieb Julkaistu für das finnische Webzine Imerpiumi. Arkley räumte solchen Rezensionen begegnend ein, dass das Album „bestimmt nicht das [sei], was Metalredakteure normalerweise zu hören bekommen.“ Der Klang sei „bewusst von der Rockmusik der 1970ern und der damaligen Produktionstechnik geprägt.“ Bertrand Marchal sah in der Veröffentlichung ein spannendes Übergangswerk zwischen dem Death Doom der vorherigen Veröffentlichungen und einem noch kommenden zu erkundenden Stil und verglich das Album mit Eternity von Anathema. Laut Andreas Schiffmann von Muskreviews.de fehle der Gruppe auf dem vierten Album „immer noch die letzte Konsequenz, ihre durchweg guten Ansätze auszuarbeiten.“ In weiteren Besprechungen wurde IV Et Lux Perpetua „ein extravagantes Spektrum aus Wehmut und Brutalität“ zugesprochen. Dennoch bliebe es „ein tragisch morbides“ Gothic-Doom-Album, dass „[d]epressiv, nachdenklich, schaurig düster und ebenso heavy, wie gefühlvoll […] musikalisch wertvollen, und überaus eigenständigen“ wirke. Insbesondere mit Verweis auf die Pioniere des Gothic Metal sei es „ein sehr hochklassiges Album […], wenn auch kein Feuerwerk an Eigenständigkeit“ schrieb Johannes Deml für Stormbringer.at.

### Unstete Jahre
Rückblickend nannte der Redakteur des Webzines Doom-Metal.com Mike Liassides die nach IV Et Lux Perpetua beginnende Zeit der Bandbiografie eine „verwirrende Periode“ die geprägt war von vielen Wechseln innerhalb der Bandbesetzung und vielen Veröffentlichungen abseits regulärer Metal-Alben, „in Form von Kompilationen, Splits, EPs, Singles und Neuinterpretationen.“

#### Silver Under Midnight / Preservation Restoration Reconstruction
In der Promotionsphase des Albums IV Et Lux Perpetua bestritt My Silent Wake eine neun Daten im November umfassende Europatournee mit der norwegischen Band In Vain. Darunter ein Auftritt beim christlichen Festival Blast of Eternity am 12. November 2010. Die Performance der Band wurde als „Musik vom Feinsten“ wahrgenommen und die Gruppe hätte „zu Recht reichlich Applaus“ erhalten. Im gleichen Jahr beteiligte sich die Band an der am 8. Dezember 2010 veröffentlichten Weihnachts-Kompilation des Labels Dark Meadow Recordings Dark Meadow’s Lonely Christmas mit dem unveröffentlichten Stück Bleak Endless Winter. Zum Ende des Jahres verabschiedete sich Whyte und Lee aus der Band. Gelegentlich begleiteten die ausgeschiedenen Musiker noch Aufnahmen und Auftritte von My Silent Wake. So trat Whyte mit My Silent Wake am 23. Oktober 2011 beim Doom Over London mit Gruppen wie Ophis, Decemberance, Esoteric und Saturnus auf. Als neues Mitglied stieß der Gitarrist Mike Hitchen von The Drowning hinzu. Am 27. Juni 2011 erschien mit Rare and Live Recordings Vol. 1 eine Sammlung Raritäten und Livemitschnitte über Dark Meadow Recordings.
Indes arbeitete die Band an neuen akustischen Stücken, womit My Silent Wake an den akustischen Folk-Rock-Teil des Albums The Anatomy of Melancholy anschloss. Die ausgeschiedenen Whyte und Allan beteiligten sich neben Thompson als Schlagzeuger dieser Aufnahmen. Als weitere Musiker wurden der Gitarrist Marc Ellison und der Geiger Andy Stamp, explizit für die Akustikaufnahmen, hinzugezogen. Die so entstandene und auf 100 nummerierte Exemplare limitierte Kompilation Acoustic Collection, die alte Metal-Stücke akustisch neu interpretierte und neue Akustik-Stücke präsentierte wurde von der Band im September 2012 im Selbstverlag veröffentlicht. Am 5. Mai 2013 veröffentlichte My Silent Wake die The Last Man EP mit dem Titelstück, je einem des Akustikalbums und des da noch kommenden Silver Under Midnight und eines des Albums IV Et Lux Perpetua zum Download via Bandcamp. Nebst solchen Veröffentlichungen spielte die Band weiter Live und veröffentlichte ein Musikvideo zu Journey’s End über YouTube.

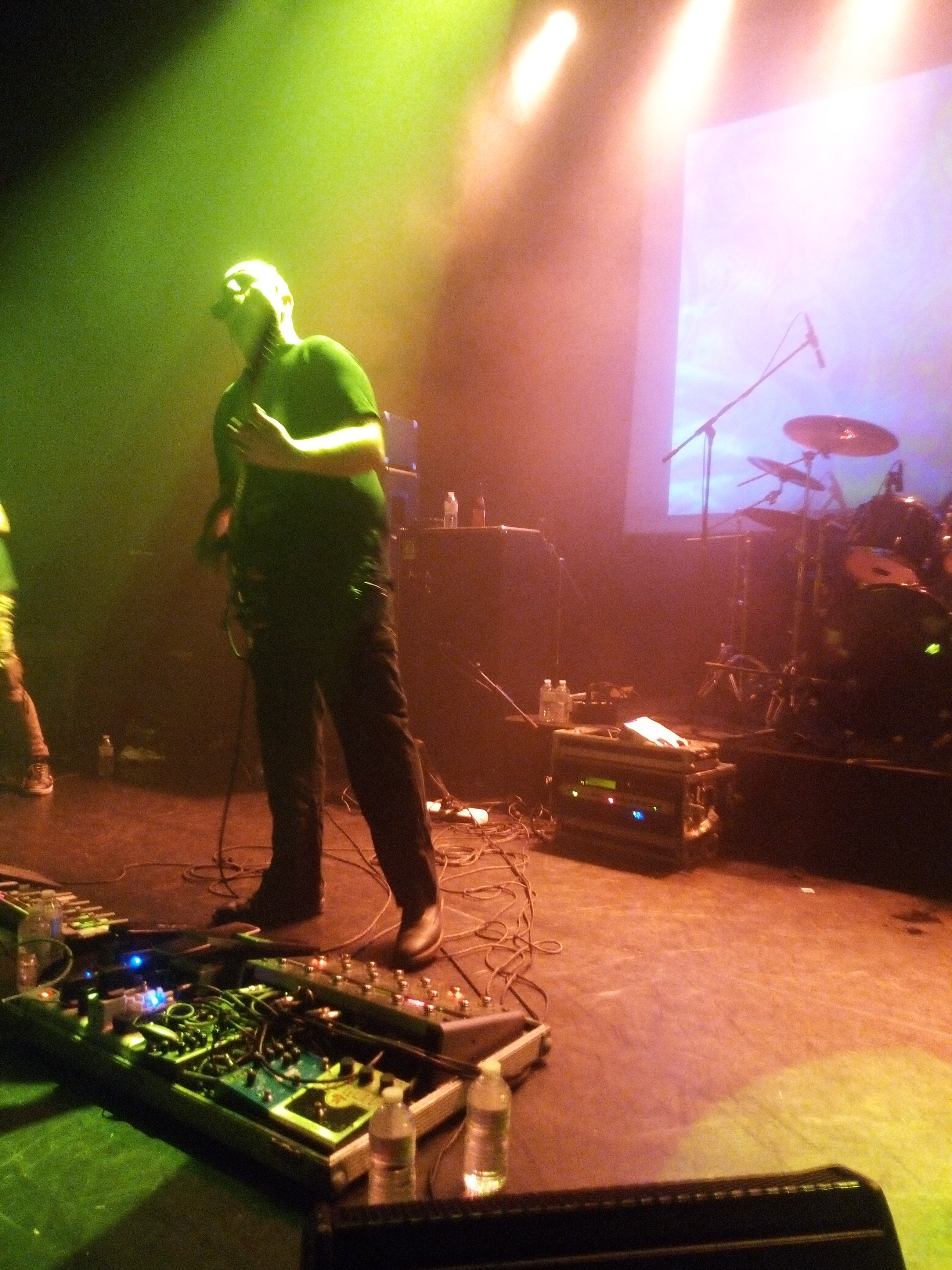
Greg Chandler, hier mit Esoteric im Jahr 2023 beim From Dusk Till Doom, produzierte, mischte und masterte Silver Under Midnight

Die Akustikarbeiten mündeten indes in der Veröffentlichung des Doppelalbums Preservation Restoration Reconstruction, das parallel zum nächsten Metalalbum Silver Under Midnight erschien. Beide Alben spielte die Gruppe als Trio ein. Von den vorherigen Mitgliedern waren nur Arkley und Hamilton verblieben. Als neuer Metal-Schlagzeuger beteiligte sich Mark Henry, während die Band beim Akustikalbum Steve Allan erneut als Mitglied führte. Martin Bowes von Attrition und Greg Chandler von Esoteric brachten sich auf Silver Under Midnight als Gastsänger und Instrumentalisten ein. Die Aufnahmen fanden in Chandlers Priory Recording Studios statt und dauerten unter seiner produzierenden Begleitung vier Tage. Chandler mischte und masterte die Aufnahmen auch und Bombworks Records veröffentlichte das Album am 5. Juni 2013. Thompson und Whyte brachten sich hingegen als Gäste an Perkussionsinstrumenten auf dem Akustikalbum ein. Stamp wurde hier erneut als Geiger hinzugezogen. Die Veröffentlichung von Preservation Restoration Reconstruction als Langspielplatte finanzierte die Band über Fundraising via Kickstarter.
Preservation Restoration Reconstruction erhielt kaum internationale Resonanz. Silver Under Midnight wurde hingegen durchgehend positiv beurteilt und mehrfach als „musikalische Reise“ tituliert. Als solche sei das Album eine Kunstwerk, dass sich nicht in die Einzelteile zerlegen ließe. Weiter wurde es als eine „Achterbahn der Gefühle“ besprochen. Dabei wird es als gelungene nostalgische Veröffentlichung mit deutlichem Bezug zum Ursprung des Gothic Metal der 1990er Jahre beurteilt. Scott Waters nannte es für HM Magazine dabei „die beste Veröffentlichung der Band bisher“. Dante Duvall nannte es für Doom-Metal.com ein Hörvergnügen für alle, die die Musik der Peaceville Three sowie jene von
Draconian, Katatonia und Woods of Ypres schätzten.

#### Eye of the Needle
Nach den Aufnahmen zu Silver Under Midnight blieb die Gruppe rege aktiv, die Bandbesetzung jedoch weiterhin unstet. So verließ Mark Henry die Band 2013. Mit Addam Westlake von Striga stieg ein neuer Bassist ein und vorübergehend spielte Rich Alden als zweiter Gitarrist für My Silent Wake, wurde allerdings alsbald von dem zurückgekehrten Mike Hitchen ersetzt. Hamilton nahm sich indes zwischen 2012 und 2013 eine Auszeit von My Silent Wake, kehrte aber nach einer Übergangsphase zur Aufnahme des Studioalbums Eye of the Needle zurück, bevor sie die Band endgültig verließ.
In dieser unsteten Phase veröffentlichte die Band am 26. November 2013 das Split-Album Empyrean Rose mit der christlichen Doom-Metal-Band Pÿlon via Quam Libet Records, sowie die Download-EP The Cage Sessions 03. Während The Cage Sessions 03 am 27. März 2014 keine internationale Beachtung erfuhr, wurde Empyrean Rose von Mike Liassides für Doom-Metal.com und Peter John Willoughby für The Metal Resources als gelungener Einblick in die Musik beider beteiligter Gruppen gelobt.
Am 8. Juni 2014 erschien dann das als Ambient-Album angelegte Eye of the Needle über Stone Groove Records. Rezeption der Veröffentlichung blieb selten. Es sei ein schwerfälliges Album, das dennoch „für eine breite Unterhaltung“ sorge, urteilte Robert von Metalunderground.at. Rückblickend wurde das Album in Rezensionen und Interviews gelegentlich als Beispiel für die künstlerische Offenheit der Band angeführt. Am 3. Juli 2014 und 1. April 2015 folgten mit der EP Silver und der Single Three Furies die Download-Veröffentlichungen teils ergänzter Auskopplungen aus Eye of the Needle.

#### Damnatio Memoriae
Die Besetzung um Arkley blieb weiter in Bewegung. Gareth Arlett von Amputated trat My Silent Wake als Schlagzeuger bei, bevor die Band, bestehend aus Arkley als Gitarrist, Sänger und Keyboarder, Westlake als Bassist und Arlett als Schlagzeuger in den Priory Recording Studios unter der Leitung von Greg Chandler das Album Damnatio Memoriae einspielte. Chandler und erneut Martin Bowes traten derweil als Gastmusiker auf dem am 15. April 2015 über House of Ashes Productions veröffentlichten Album auf. Zeitnah erschienen diverse Wiederveröffentlichungen der Band sowie Vinylauflagen bestehender Alben. Damnatio Memoriae erfuhr eine Fülle positive Resonanz. Unter anderem das Kerrang und Doom-Metal.com lobten das Album. So schrieb Mike Liassides für das Webzine, Damnatio Memoriae sein „ein klassisches Death-Doom-Power-Trio-Album“, dass die Stärken der Musiker zu nutzen wisse. Kris Clayton, der das Album für das gleiche Webzine besprach, nannte es eine Verkörperung des klassisch britischen Death Doom mit modernem und ausgefeiltem Klang. Negative Rezensionen gab es selten. Justin Hulford schrieb für The Rockologist, dass das Album für ihn einfach nicht funktioniere. Die Musik habe ihre Momente, aber verlaufe zu repetitiv, die Verwendung des langsamen und sanften Growlings wirke lästig und die Stilkombination aus Death Metal und Doom Metal ergänze sich nicht gut. Als hochwertige Entsprechung des Stils sahen hingegen weitere Rezensenten Damnatio Memoriae. Das Album wirke abwechslungsreich und nicht „langweilig, denn ein straighter Flow folgt dem nächsten“, schrieb Joxe Schaefer für Crossfire Metal. Es sei das beste Album der Gruppe schrieb Chris Jennings für Worship Metal noch 2020 und verwies darauf, dass die Band nie enttäusche. Für Metalreviews und Eternal Terror wurde als Damnatio Memoriae gelungene Stimmungsmusik gelobt. Als Beleg für eine rastlose Kreativität hingegen in Rezensionen der Webzines The Metal Priest, Worship Metal und Crossfire Metal.

#### An Unbroken Threnody
Im Jahr 2016 zog Arkley Simon Bibby als Keyboarder hinzu und My Silent Wake absolvierte diverse Auftritte in Großbritannien und auf dem europäischen Festland, darunter als Vorgruppe für Draconian und beim Festival Doom Over London. Zum zehnjährige Jubiläum des Debüts erschienen über Stone Groove Records die Kompilation An Unbroken Threnody: 2005-2015 und damit einhergehend die virtuelle Zusatzkompilation An Unbroken Threnody: Apocrypha.
Die Kompilation enthielt überwiegend Stücke des Death Doom und Gothic Metal der regulären Studioalben sowie ein bis dahin unveröffentlichtes Ambient-Stück. Die Download-Kompilation fasste indes progressive, akustische und experimentelle Stücke zusammen. Mike Liassides resümierte, dass My Silent Wake zu den, für ihn besten Bands des Genres gehöre und die Kompilation kein schwaches Stück aufweise.

### Jahre in konstanter Besetzung
Nachdem MacLead der Band beigetreten war stabilisierte sich die Besetzung. Um den zentralen Sänger und Gitarristen Arkley bleib der Bassist Westlake, der Schlagzeuger Arlett, der Keyboarder Bibby und der neu hinzugekommene MacLead als zweiter Gitarrist. In dieser Konstellation führte die Band ihre Aktivitäten für mehrere Jahre ohne personelle Veränderung fort.

#### Invitation to Imperfection

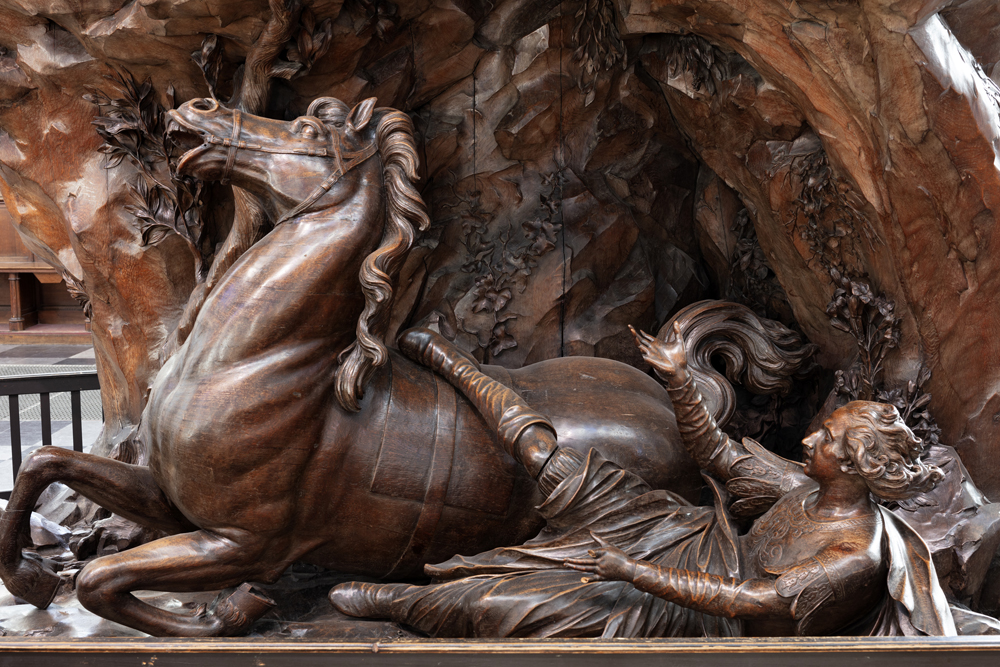
Die Skulptur von Norbert von Xanten des Kanzelbaus der Kathedrale von Mecheln die als Motiv für das Cover von Invitation to Imperfection diente

Das Jahr 2017 wurde von My Silent Wake mit einer Tour mit A Sickness Unto Death begonnen. Am 20. März 2017 veröffentlichte die Band das experimentelle Neofolk- und Neoklassik-Album Invitation to Imperfection über ihren neuen Vertragspartner Opa Loka Records.
Dabei entstand Invitation to Imperfection über einen Zeitraum von mehreren Jahren, in denen sich die Musiker mit verschiedenen Aufnahmen „amüsierte“. Vieles entstand spontan, improvisiert und ungeplant. Arkley nutzte ein mobiles Aufnahmegerät. Die Musiker verfügten über Homerecording-Equipment, womit ebenfalls Aufnahmen entstanden. Bereits bestehende ungenutzte Studioaufnahmen wurden ebenfalls überarbeitet. Dabei nutzte die Band Akustikinstrumente und teils folkloristische, die nicht mit dem Metalspektrum assoziiert werden, wie Djembe, Mandoline, Jouhikko, Karimba, Okarina, Erhu und Didgeridoo. Ebenso nutzt die Gruppe Geigen und Piano. Die meisten Aufnahmen wurden von Arkley mit der kostenlosen Software Audacity abgemischt. Die meisten Aufnahmen wurden von Arkley mit der kostenlosen Software Audacity abgemischt. Das Mastering, der einzige Teil, für den My Silent Wake bezahlte, übernahm Martin Bowes von Attrition. Als Covermotiv wählte Arkley ein Bildausschnitt das Bibby von einer Figur der Kathedrale von Mecheln fotografierte.
Die Rezeption zu Invitation to Imperfection fiel überaus positiv aus. „Extrem ambitioniert und aufwändig,“ sei das Album schrieb Stephan Wolf für den Sonic Seducer und lobte es als „Ambient-Folk erster Güte.“ Mike Liassides von Doom-Metal.com hob hervor, dass Invitation to Imperfection faszinierende Einsicht in „normalerweise verborgene Aspekte, die der Kreativität der Band zugrunde liegen“ gewähre. „Trotz […] Schwächen“ erweise sich Invitation to Imperfection als „eine äußerst interessante Ansammlung von auf das Nötigste reduzierten, eigentümlichen Songs, die zum nachdenklichen Tagträumen verleiten“, schrieb Stephan Rajchl für Metal1.info.

#### There Was Death
Nach der Aufnahme von There Was Death im Jahr 2018 stieß Gitarrist David MacLean von Irony of Christ hinzu, um den scheidenden Mike Hitchin als Live-Gitarrist zu ersetzen. Nach einigen Auftritten wurde MacLean zum Vollzeitmitglied der Band.
Die Aufnahmen absolvierte My Silent Wake erneut in den Priory Recording Studios unter der Leitung von Greg Chandler. Arkley begeisterte sich für Chandlers Arbeit, „da sie eine gewisse Rohheit zu bewahren scheint und im Gegensatz zu vielen modernen Produktionen extrem heavy ist.“ Am 23. Februar erschien das Album There Was Death über Minotauro Records.
Die Resonanz auf die Veröffentlichung fiel erneut überwiegend positiv aus. Auch in einschränkend positiven Rezensionen wurde dem Album eine grundlegende Qualität und Kreativität zugesprochen. Chris Chantler nannte There Was Death für den britischen Metal Hammer ein „effektives, erdiges Gegenstück“ zu Invitation to Imperfection, räumte jedoch ein, dass ein „optimales“ Album der Band beide Ansätze „geschmackvoll miteinander“ verbinden müsse. Saunders von Angry Metal Guy mutmaßte indes, dass die Band das Songwriting hätten straffen sollen, um das ansonsten gelungene Album zu perfektionieren. Ähnlich urteilte Marc Thorbrügge von Metal.de, dass es dem Album an „Hitdichte“ mangele und wirke „als würde die Band sich selber covern“. Anders lautete das für Wonderbox Metal verfasste Fazit zu There Was Death . Die Band zeige „keine Anzeichen, dass ihr die Luft ausgeht“ und das Album erscheine als „ein gelungenes und befriedigendes Hörerlebnis.“ My Silent Wake wirke dynamisch und vermeide Monotonie, die entstehen könnte, wenn das ganze Album aus einheitlichen Stücken des Death Doom und Gothic Metal bestünde, hieß es für von Andy für Metalreviews. Der in dem Album die Kreativität und Beweglichkeit der Band verkörpert sah. Für the Sludgelord wurde das Album als „ein solides und kraftvolles Album in einem Katalog einer der faszinierendsten“ Metalbands Großbritanniens gelobt. Marcus Buehler beschrieb There Was Death für Eternity Magazine als „ein mächtiges und melancholisches Werk“. Carl Sederholm von Sea of Tranquility sah in dem Album das bisher härteste der Gruppe und empfahl es jedwedem der zu Leid geladenem Metal neige. Für Rockmusic Raider wurde das Album als „eine gute Platte,“ gelobt. Es sei „unorthodox, etwas eigensinnig und geradezu schmackhaft. Etwas abseits des schnöden Mainstreams, aber immer noch versiert genug, um das Interesse vieler zu wecken.“ Mike Liassides sah in There Was Death eine weitere Bestätigung dafür, dass er My Silent Wake, neben Esoteric und My Dying Bride zu den kreativsten und konstant brillianten Gruppen des britischen Extreme Doom rechnet.

#### Damnum Per Saeculorum
Im Jahr 2019 steuerte My Silent Wake eine Coverversion des Stücks To the Gallows zur Officium-Triste-Tribut-Kompilation Born to Lose / Doomed to Die bei. Außerdem begann die Gruppe mit der Arbeit an der selbstproduzierten experimentellen Akustik- und Ambient-Sammlung Damnum Per Saeculorum. Im gleichen Jahr zog Arkley nach Wales und konzentrierte sich auf experimentelle Ideen. Viele Aufnahmen dieser Zeit entstanden in Sessions von Arkley mit Bibby und MacLean, einige Stücke jedoch auch separat allein durch alle drei Musiker. Bibby besuchte Arkley für mehrere Tage, während derer beide mehrere Stücke gesamt oder als Skizze aufnahmen. Gemeinsam besuchten Bibby und Arkley MacLean um mehr aufzunehmen bestehende Aufnahmen zu finalisieren. Unter den Lockdown-Bedingungen im Vereinigten Königreich entschied sich die Gruppe, das Album durch Bibby mischen und mastern zu lassen.
Am 31. Juli 2020 wurde Damnum Per Saeculorum über Opa Loka Records veröffentlicht. Erneut blieb die Resonanz überwiegend positiv. Holly Timmins kritisierte für das Invictus Magazine, dass die Band ihr Ziel verfehlt habe etwas Besonderes zu schaffen. Das Album verwende Themen zu repetitiv für eine Erweiterung des eigenen Spielraums. Andere Rezensenten sahen in der Veröffentlichung hingegen hohe Qualität, so urteilte Marco Gräff für Hellfire Magazine, dass „die Briten absolut eigenständig und vor allem authentischer“ als auf dem vorherigen Album klängen. Loyd Harp schrieb für Heaven’s Metal Magazine gar, dass er nicht genug positives über Damnum Per Saeculorum schreiben könne. Für Rockmusic Raider wurde das Album als „faszinierende Platte“ gelobt. Damnum Per Saeculum sei „eine eindringliche, wunderschöne Klanglandschaft, die in diesen dunklen Zeiten Trost“ spenden könne schrieb Matthew für Metal Utopia. Dabei könne das Album „nicht jedermanns Sache sein,“ und es bedürfe Zeit und Geduld, um die Komplexität zu erfassen. So wurde das Album auch an anderer Stelle als das beste der Band beurteilt, als „ganz außergewöhnliches Werk“ und ein Album voll von wertvoll besinnlicher Musik.

„A genuinely breathtaking exercise and exploration into what can be done with music and emotional tone, My Silent Wake have produced the album of their career thus far.“

„My Silent Wake haben das bisher beste Album ihrer Karriere produziert, eine wahrhaft atemberaubende Übung und Erkundung dessen, was mit Musik und emotionalem Ton möglich ist.“

## Inhalt
Arkley wurde vor der Gründung von My Silent Wake als Akteur des White Metal bekannt. Insbesondere Seventh Angel zählte zu den frühen namhaften europäischen Gruppen des christlich geprägten Metals. Aufgrund dieser Vergangenheit besaß Arkley gute Verbindungen zu Unternehmen und Veranstaltern von denen My Silent Wake profitierte. So trat die Gruppe, insbesondere zu Beginn ihrer Laufbahn auf den großen christlichen Metal-Festivals auf und stand bei dem mit White Metal assoziierten Unternehmen Bombworks Records unter Vertrag. Arkley wies eine Zuordnung zum Christlichen Metal von Beginn der Laufbahn von My Silent Wake allerdings zurück. Er habe seine Weltanschauung geändert und könne sich nicht mit den Lehren der organisierten Kirche identifizieren. Sich selbst ordnete er einen Agnostizismus zu während die Bandmitglieder unterschiedliche religiöse Überzeugungen verfolgen. Die Texte der Band werden von den Musikern hingegen als „sehr persönlich“ und „ehrliche Selbstreflexion“ beschrieben. Phasenweise schrieben drei Mitglieder von My Silent Wake je eigene Texte.

„Allgemein sind wir, glaube ich, thematisch von der Natur und unseren Seelenleben beeinflusst – der Schmerz und die Trauer des Lebens, auch die Freude daran. Wir sind alle daran interessiert, was uns menschlich macht: unser Versagen, unsere Sehnsucht. Für mich ganz persönlich sind der Verlust des Glaubens und den Kampf, sich mit der Welt zu arrangieren, starke Themen in meinen Lyrics, obwohl ich abgesehen davon ein eher positiver Mensch bin.“

## Stil
Die Musik von My Silent Wake wird überwiegend dem Gothic Metal und Death Doom mit musikalischen Elementen des Black Metal und Progressive Metal zugerechnet. Auf dieser Basis band die Band, mittelalterliche, folkloristische und experimentelle Elemente ein und wandte sich gelegentlich mit ganzen Alben Akustik- oder Ambientmusik zu. So weichen auf den Metalalben einzelne Stücke, und in der Diskografie gelegentlich ganze Veröffentlichungen, vom Death Doom und Gothic Metal ab. So werden die Akustikveröffentlichungen Acoustic Collection und Preservation Restoration Reconstruction dem Folk oder Folk-Rock, Eye of the Needle dem Ambient und Invitation to Imperfection Neoklassik und Neofolk zugerechnet.
Als Vergleichsgröße im Metal wird in Rezensionen insbesondere auf My Dying Bride verwiesen. Eine Relation der die Musiker in Grenzen zustimmen. Neben My Dying Bride dienten allerdings Leonard Cohen, Dead Can Dance, Trouble, Black Sabbath, Led Zeppelin und viele weitere als Inspiration. Der Einordnung als Gothic Metal und der allgemeinen Zuordnung zur Gothicszene stimmt Arkley zu und verweist auf den Einfluss durch Bauhaus und Fields of the Nephilim. Bedeutend sei ihm dabei die Abgrenzung zur oft umgangssprachlichen Nutzung des Begriffs Gothic für weite Teile der Popmusik.
Die Metal-Veröffentlichungen werden atmosphärischer Gothic Metal in der Tradition der 1990er Jahre beurteilt. Dabei nutzt die Band die Stereotype des Genres. Der Beauty-and-the-Beast-Wechselgesang ist insbesondere auf den frühen Alben zu vernehmen. Auch der von Männer präsentierte Gesang wird mehrstimmig dargebracht und variiert zwischen verschiedenen gutturalen Formen, überwiegend Growling und Klargesang. Das instrumentale  Spiel weist häufig folkloristische und orchestrale Instrumente auf, die mitunter für den Metal als untypisch gelten. Hinzu kommen „breitflächige Gitarrensounds, untermalt von gothischen Keyboardklängen“.
Die vom Metal abweichenden Elemente wurden auf einzelnen Veröffentlichungen bestimmend. So bietet Eye of the Needle düstere und vielschichtige, sphärische Soundflächen, welche „auch an und ab sehr episch-nordisch“ wirken. Eine Richtung die die Gruppe mit Damnum Per Saeculorum, dass „Dark Ambient, Folk und mittelalterliche Klänge“ verband, fortführte. Die mittelalterlichen Elemente wurden auf den Neofolk- und Neoklassik-Alben Damnum Per Saeculorum und Invitation to Imperfection mit „sanften Akustikgitarren und kraftvollen Trommeln“ bestimmend. Schon auf dem Album Invitation to Imperfection schuf My Silent Wake einen Crossover der als „groß gedachter Entwurf, wie Martial Industrial hätte klingen können, wenn Dead Can Dance einst auf das Roster von Cold Meat Industry gedrängt wären“ erscheine.

## Diskografie
Studioalben
- 2006: Shadow of Sorrow (Bombworks Records)
- 2007: The Anatomy of Melancholy (Bombworks Records)
- 2008: A Garland of Tears (CD: Bombworks Records / LP: Thrashing Rage Productions)
- 2010: IV Et Lux Perpetua (Dark Balance)
- 2013: Silver Under Midnight (Bombworks Records)
- 2013: Preservation Restoration Reconstruction (MSW Records / Bombworks Records)
- 2014: Eye of the Needle (Stone Groove Records / Two Gods)
- 2015: Damnatio Memoriae (CD: House of Ashes / LP und MC: MSW Records / 2017: CD: Minotauro Records)
- 2017: Invitation to Imperfection (Opa Loka)
- 2018: There Was Death (Minotauro Records)
- 2020: Damnum Per Saeculorum (Opa Loka)
- 2024: Lost in Memories, Lost in Grief (Adura Music)

Singles und EPs
- 2005: My Silent Wake (Selbstverlag)
- 2012: Father (Selbstverlag)
- 2013: The Last Man (Selbstverlag)
- 2014: The Cage Sessions 03 (Two Gods / Sub Culture Records)
- 2014: Silver (Stone Groove Records)
- 2015: Three Furies (Stone Groove Records)
- 2015: Hunting Season (Stone Groove Records)

Split-Veröffentlichungen
- 2010: Black Lights & Silent Roads (Split mit The Drowning, Bombworks Records)
- 2013: Empyrean Rose (Split mit Pÿlon, Roxx/Quam Libet Records)

Kompilationen und Alternative Versionen
- 2011: Rare and Live Recordings Vol. 1 (CD: Dark Meadow Recordings / Download: Stone Groove Records)
- 2012: Acoustic Collection (Selbstverlag)
- 2014: And Everlasting Light (LP: Fragile Branch Records / Download: Stone Groove Records)
- 2016: An Unbroken Threnody (Stone Groove Records)

Videoalben
- 2007: Sturm/Storm - Nordic Fest 2007 Special Edition (Selbstverlag)